# Melvin Nash
Melvin Nash (1955) è un ex nuotatore statunitense.

## Carriera
Vinse la staffetta 4x100m sl ai campionati mondiali di Belgrado 1973.

## Palmarès
- Mondiali

Belgrado 1973: oro nella staffetta 4x100m sl.
Cali 1975: bronzo nei 100m dorso.
- Giochi Panamericani

Cali 1971: oro nei 100m dorso.